# 恋するメソッド
『恋するメソッド』（こいするメソッド）は、AbemaTVのAbemaSPECIALチャンネルで2021年6月28日から配信されているインターネット番組。

## 概要
恋する気持ちは決してイケメンだから惹かれるのではない。女性はなぜ男性に恋するのかを、イケメンと言われる男性タレントのエピソードをもとに、恋に落ちる方程式を紐解いていく恋愛トーク番組。『シンデレラガールズトーク ＃うだカフェ』、『SPRAY! ＃日本を塗り替えろ』に続くサイバー・コミュニケーションズとABEMAの共同企画番組第3弾。若年女性視聴者にターゲットを当てることには変わらないが、前2番組が得ていた10代～20代前半の女性層に加え、その上の世代であるF1層も視聴ターゲットとする。
MCにはABEMAのレギュラー番組初MCとなる狩野英孝を迎える。第1回配信分で狩野はABEMA＝テレビ朝日系であり、トラップガールっぽい女性ゲストなどからドッキリだと思っていた旨を吐露している。

## 出演者

### MC
- 狩野英孝[3]
- 西澤由夏（ABEMAアナウンサー、アシスタント）

### 男性キャスト
Season1
| 名前     | 職業           | 備考 |
| -------- | -------------- | ---- |
| 一ノ瀬竜 | 俳優           |      |
| 植村颯太 | 俳優           |      |
| TOMO     | ORβITメンバー  |      |
| 中島健   | 俳優           |      |
| 和田颯   | Da-iCEメンバー |      |

Season2
| 名前     | 職業                   | 備考    |
| -------- | ---------------------- | ------- |
| 池田直人 | お笑いコンビレインボー |         |
| 植村颯太 | 俳優                   | Season1 |
| 髙橋颯   | WATWINGメンバー        |         |
| 早瀬圭人 | 俳優                   |         |
| 吉原雅斗 | BOYS AND MENメンバー   |         |

Season3
| 名前       | 職業            | 備考    |
| ---------- | --------------- | ------- |
| 一ノ瀬竜   | 俳優            | Season1 |
| 小見山直人 | lolメンバー     |         |
| 寺坂頼我   | 祭nine.メンバー |         |
| 藤田富     | 俳優            |         |
| 山中柔太朗 | M!LKメンバー    |         |

### スタジオゲスト
- 井口綾子
- 江野沢愛美
- 大関れいか
- Hina（FAKY）
- ゆうちゃみ

## スタッフ
- ナレーション - 佳穂成美、もものはるな、堀場亮佑
- 構成 - 長崎周成、森莞治朗、鈴木遼、堤映月
- TD - 福地弘恭
- CAM - 和田晋、安藤亘、岸上健二、渡辺敬太
- 音声 - 西田敬、壁谷香那、獄はる菜
- 照明 - 中本明人、小林りん
- 美術プロデューサー - 椛田学
- 美術デザイン - 天野沙耶花
- 大道具 - 宮路博貴
- 装飾 - 藤生由紀
- 電飾 - 桑島亮太、川口優哉
- TM - 本山靖子
- SW - 川上徹太朗、古谷智樹
- CA - 太田光
- メイク - 南里真衣、田中菜月
- 編集 - 永畑つぐみ、名和雄太
- MA - 市本将也
- 音響効果 - 斉藤信之
- 技術協力 - スウィッシュ・ジャパン、BULL、共同テレビジョン、テレテック
- 美術協力 - フジアール
- 制作協力 - MOOOVE
- AD - 堂本恭平
- ディレクター - 大野和幸、山崎亮、三浦翔、河西良介
- 制作プロデューサー - 相場優衣子
- プロデューサー - 塚本愛、佐藤翔
- 演出 - マイアミ啓太
- 制作著作：ABEMA